# Карамазов, Владимир
Владимир Карамазов (род. 1979) — болгарский актёр и продюсер. В 2013 году он получил диплом «Золотой век» за вклад в развитие культуры, присуждаемый Министерством культуры Республики Болгария.

## Биография
Владимир Карамазов родился 27 апреля 1979 в Софии, Болгарии. Он получил классическое образование в Национальной академии театрального и киноискусства в Софии. В 2002 году он поступил в Национальный театр Ивана Вазова.
Владимир Карамазов подключается к многим благотворительным инициативам, концертам и телетонам УНИЦЕФа («Будущее без насилия каждому ребёнку» и «Вместе с детского сада» и т. п.). С 2014 года и до сих пор Владимир Карамазов является послом «Ночи театров», которая представляет собой частью инициативы «Европейская ночь театров».
В 2017 году Владимир Карамазов принимает участие в качестве лектора в «Ideas Rearranged — StartUP Conference 2017», где он рассказывает о коммуникационной стратегии «Три Бэарс Энтертейнмент»-а, как и о некоторых из наиболее успешных и эффективных рекламных кампаний и проектов компании.
Карамазов владеет английским и русским языками. Его подлинное имя Владимир Александров. Артистический псевдоним Карамазов был выдуман режиссёром Лилией Абаджиевой. Его хобби и страсть — путешествовать по всему миру, подводное плавание и мотоциклы.

## Театр
Карамазов начал свою карьеру актера в 2000 году в Национальном театре имени Ивана Вазова в роли Ромео в спектакле «Ромео и Джульетта» Уильяма Шекспира и режиссёра Лилии Абаджиевой. В 2006 году «Ромео и Джульетта» с Карамазовым в роли Ромео представлен на Lit Moon Theatre в Санта-Барбаре, США.
Карамазов продолжил свою работу в Национальном театре имени Ивана Вазова выступлениями в «Король Олень» Карло Гоцци и режиссёра Мариуса Куркинского (2001), в роли Валентино в «Двенадцатая ночь» Шекспира и режиссёра Роберта Стуруа (2001), в роли Ивана Сенебирского в «Албена» Йордана Йовкова и режиссёра Ивана Добчева (2002), в роли Флоризеля в «Зимняя сказка» Шекспира и режиссёра Мариуса Куркинского (2002), в роли Фердинанда в «Буря» Шекспира и режиссёра Александра Морфова (2003), в роли Росса в «Макбет» Шекспира и режиссёра Пламена Маркова (2003), в «Изгнанники» Ивана Вазова и режиссёр Александр Морфов (2004), в роли Дездемоны в «Отелло» Шекспиром и режиссёр Лилия Абаджиева (2005), в роли Эдмунда в «Короле Лире» Шекспира и режиссёра Явора Гырдева (2006), в роли лорда Горинга в «Идеальный муж» Оскара Уайльда и режиссёра Тьерри Аркура (2007), в роли Гвидо Вернига в «Вакханалии» Артура Шницлера и режиссёра Антона Угринова (2007), в роли Пердикана в «С любовью не шутят» Альфреда де Мюссе и режиссёра Мариуса Куркинского (2007), в роли Густава в «Карнавал воров» Жана Ануй и режиссёра Тьерри Аркура (2008), в роли Флориндо Аретузи в «Слуга двух господ» Карло Гольдони и режиссёра Митко Бозакова (2009), в роли Яши в «Вишневый сад» А. П. Чехова и режиссёра Крикора Азаряна (2009).
Его выступления в других театрах включают также роли Михала в «Вернисаж» Вацлава Гавела и режиссёра Антона Угринова в Сатирическом театре имени Алеко Константинова и Рыбака в «Рыбак и его душа» Оскара Уайльда и режиссёра Мариуса Куркинского в Театре 199, роль Казановы в «Казанова — Реквием по любви» (автор сценария и режиссёр Диана Добрева) в Tеатре «Слеза и смех» (2009).
В 2010 и 2013 годах пьеса «Казанова — Реквием по любви» с Владимиром Карамазовым как Джакомо Казанова собирает овации во Франции. На театральном фестивале в Авиньоне и в театрах Парижа актерский талант Карамазова нашёл признание. «Казанова» выступает в Théâtre de l’Epée de Bois с марта по апрель 2013 в Париже, Франции.
В Национальном театре имени Ивана Вазова Владимир Карамазов исполняет также роли Кристияна в «Сирано де Бержерак» Эдмона Ростана и режиссёра Теди Москова (2010), Джозефа Питта в «Ангелы в Америке» Тони Кушнера и режиссёра Десислава Шпатова (2010), как и Хлестакова в «Ревизор» Н. В. Гоголя и режиссёра Мариуса Куркинского.
Карамазов возвращается в сатирический театр имени Алеко Константинова в 2012 году в роль Мыло в «Шпинат с жареной картошкой» Золтана Егреши и режиссёра Богдана Петканина.
После более чем 10 лет на сцене, выступил в более чем 25 театральных постановок и участий в телевизионных шоу, фильмов и сериалов, в 2013 Карамазов вместе со своими коллегами и лучшими друзями Захари Бахаров и Юлиан Вергов создал «Три Медведя Развлечения» производственная компания, чей первым проектом является спектакль «Арт» Ясмина Реза, совместная продукция с сатирическим театром имени Алеко Константинова. С премьеры в апреле 2013 года в туры по всей стране.
В 2014 году Владимир Карамазов сыграл Негодяя (Флин) в «Сказки для симфонического оркестра» Семьи Фортиссимо в Зале «Болгария», дирижёр Максим Ешкенази. В 2015 году Карамазов выступает в Портрете Чайковского – Ребенок из стекла (в роли Чайковского). В 2017 году он выступает в Карнавале животных (в роли Африканского короля) из программы Фортиссимо Фамилии.
В 2014 году вы могли бы смотреть Владимира Карамазова в Народном театре им. Ивана Вазова в роли учителя Ивана Гарванова в пьесе "Солунские заговорщики " Георгия Данаилова, под режиссурой Стояна Радева.
В 2015 году Владимир Карамазов возвращается в Театр сатиры им. Алеко Константинова с продукцией его компании „Три Бэарс Энтертейнмент“ пьесы "Дакота", написанной Жорди Гальсерана и режиссированной Владимиром Пеневым. Он выступает в ролях Санитара, Полицейского, Калеченного солдата. В 2015 году Карамазов выступает в "Боге резни" драматурга Ясмины Реза, под режиссурой Антона Угринова в Народном театре им. Ивана Вазова (в роли Аллэна Рея).
В 2017 году Владимир Карамазов выступает в "Танце Дели" драматурга Ивана Вырыпаева, под режиссурой Галина Стоева в Народном театре им. Ивана Вазова (в роли Андрея). 
В 2018 году Владимир Карамазов выступает в "NeoДачниках " Максима Горького, под режиссурой Ивана Пантелеева в Народном театре им. Ивана Вазова (в роли Шалимова).

## Телевидение
Владимир Карамазов появляется в первый раз в сериале в 2002 году в болгарском адаптации «Саша+Маша» на телевидение BTV (как лучший друг Саша).
В 2006 году он был ведущим туристического телешоу «Без багажа» на телевидение TV7.
В 2007—2009 Карамазов выступал ведущим трех сезонов болгарского издания Survivor BG на телевидение BTV — Survivor BG: Expedition Robinson, Survivor BG: Pearl Islands и Survivor Bulgaria 4.
В 2013 году он сыграл Панто Вълчева в сериале «Дерево жизни» на телевидение TV7. Он также выступал как Станимир Кисиов в сериале «Четвертая власть» на телевидение BNT 1.
В 2014 году Владимир Карамазов возвращается на маленький экран как ведущий пятого сезона Survivor BG — Kambodia на телевидение BTV.
В 2015 году Владимир Карамазов выступает в качестве ведущего телеигры "Лоттерея Болгария"/"Бинго Миллионы" на телевидении bTV.

## Фильмы
В 2009 Владимир Карамазов озвучает роль князя Навина в болгарском выпуске мультфильма «Принцесса и лягушка». В 2011 году он озвучал болгарский выпуск документального фильма «Хаббл 3D». В 2012 он сыграл Джермейн в фильме «Я Вы».
Владимир Карамазов выступал в короткометражных фильмах «Ты это» (2007), «Наивное» (2008) и «Мясо» (2010).
В 2016 году Владимир Карамазов озвучает Жука в мультфильме "Кубо и путь самурая".

## Реклама
Владимир Карамазов появляется в рекламах Andrews Fashion, Mtel, Nissan, Gillette, Водка Флирт, Coca-Cola Light, EGG.

## Награды
В 2003 году Владимир Карамазов номинирован на награду АСКЕЕР для "Встающей звезды" за роль Ивана Сенебирского в "Албене" Йордана Йовкого, поставленной Иваном Добчевым в Народном театре им. Ивана Вазова.
В 2011 году он номинирован на награду АСКЕЕР для лучшего поддерживающего актера и на ИКАР за роль Кристиана де Новилет в "Сирано де Бержерак" Эдмона Ростана, поставленной Стефаном Московым в Народном театре им. Ивана Вазова.
В 2011 Владимир Карамазов получил награду имени Ивана Димова за высокие достижения в области искусства, предоставленную Фондом для талантливых молодых актеров Фондации «Молодые болгарские таланты».
В 2013 году он получил диплом «Золотой век» за вклад в культуру, присуждаемый Министерством культуры Республики Болгария.
В 2015 и 2016 годах Владимир Карамазов находится в списке списания Форбса "ТОП 70 болгарских знаменитостей" и среди "ТОП 50 самых влиятельных болгар на Фэйсбуке".
В 2017 году Владимир Карамазов номинирован на награду АСКЕЕР для лучшего ведущего актера за роль Аллэна Рея в "Боге резни" драматурга Ясмины Реза, поставленной Антоном Угриновым в Народном театре им. Ивана Вазова.